# TAG-72
Tumor-associated glycoprotein 72 (TAG-72) (glicoproteina associata al tumore 72) è una glicoproteina che si trova sulla superficie di molte cellule cancerose, compresi cancro: al seno, al colon, e le cellule del pancreas . Si tratta di una molecola mucina-simile con una massa molare di oltre 1000 kDa .
TAG-72 è un marker tumorale, la cui presenza viene associata all'insorgenza di una neoplasia, può essere misurato con metodiche radioimmunologiche, similarmente al CA 72-4, sono bersagli per l'Indium (111In) satumomab pendetide e per l'anticorpo monoclonale Iodine (125I) CC49 i quali permettono di identificarli tramite saggio con anticorpi . Questo saggio risulta molto efficiente per l'identificazione del carcinoma gastrico; Viene anche impiegato per identificare eventuali reicadute della malattia e per seguire il decorso del trattamento.